# Warabimochi
Warabimochi (japanska: 蕨餅?) är en japansk geléartad konfekt som görs av stärkelse. Ursprungligen användes stärkelse från warabi, en örnbräkenväxt, men numera används ofta stärkelse från sötpotatis eller tapioka. Den skiljer sig därmed från mochi som baseras på ris.
Konfekten doppas normalt i kinako, ett sött mjöl gjort av rostade sojabönor. Warabimochi är populärt sommartid, speciellt i Kansai och Okinawa. Det finns många varianter på vad man doppar waramimochi i, förutom kinako är även grönt te och sesam vanligt förekommande.